# Finlandssvenska rimakademin
Finlandssvenska rimakademin, FiRA, är en förening som bildades i Helsingfors 2002 med syfte att värna, tillvarata och förnya den finlandssvenska bordsvisekulturen samt annan finlandssvensk tillfällighetsdiktning. Styrelsen består av fem ledamöter och det totala antalet ledamöter kan högst uppgå till 28 samtidigt. Akademin samarbetar med Finlands svenska folkmusikinstitut och arrangerar de årligen återkommande finländska mästerskapen i nyskrivna snapsvisor. Akademins motto är "Snille och snaps".